# Società anonima dei molini anglo-americani
La Società anonima dei molini anglo-americani venne fondata nel 1850 a Collegno durante il Regno di Sardegna. Tra i fondatori si annovera Camillo Benso conte di Cavour, il quale all'epoca ricopriva il ruolo di ministro dell'agricoltura del regno sabaudo.

## Storia
Fondata con un capitale iniziale di 400 000 lire, poi aumentato a 1 000 000 lire nel 1856, la società aveva come scopo di gestire i "molini a farina" di Collegno, anche se si ritrovò a controllare anche la produzione delle risaie di Leri. Nello stesso anno Cavour ne divenne il maggiore azionista, portando la società a prosperare e grazie alle lucrose e proficue attività intraprese. La sede sociale della società fu spostata a Torino e fu anche costruita una linea ferroviaria per collegare gli stabilimenti di Collegno alla linea Torino-Susa.
La società finì per ricoprire un ruolo di primo piano nel mercato della conservazione e dell'immagazzinamento delle granaglie della prevalentemente agricola penisola italiana, arrivando ad essere il più grande ente privato granario del neonato regno d'Italia. Come previsto dall'atto fondativo, la società si sciolse nel 1870 e al suo posto subentrò la ditta F. Grattoni e C.